# Lot 55 (Île-du-Prince-Édouard)
Lot 55 est un canton dans le comté de Kings, Île-du-Prince-Édouard, Canada. Il fait partie de la Paroisse St. George.

## Population
- 443 (recensement de 2001)[1]
- 397 (recensement de 2006)[1]
- 378 (recensement de 2011)[2]

## Communautés
Non-incorporé :
- Albion Cross
- Bridgetown
- DeGros Marsh
- Dundas
- Launching Place
- Mount Hope
- Poplar Point